# Trygghetsstiftelsen
Trygghetsstiftelsen är en organisation som bildats för att hjälpa statsanställda som är uppsagda på grund av arbetsbrist eller vars tidsbegränsade anställning upphör inom den statliga sektorn. Stiftelsen ger också myndigheter inspiration och bidrar till nätverkande i omställningsprocessen.
Trygghetsstiftelsen startade 1990 i samband med att Trygghetsavtalet trädde i kraft.
Verksamheten finansieras av alla statliga myndigheter med en avgift som baseras på en procentuell andel av lönesumman.
Trygghetsstiftelsen har verksamhet över hela landet med kontor i Malmö, Göteborg och Stockholm.